# وزارة جميل المدفعي السابعة
وزارة جميل المدفعي السابعة هي الحكومة العراقية السابعة والأربعون، خلفت هذه الوزارة وزارة جميل المدفعي السادسة، ولم تجر في التشكيلة الوزارية إلا تغييرات بسيطة، حيث شكلت الوزارة بعد تتويج الملك فيصل الثاني.
تشكلت الوزارة في 7 أيار 1953 واستمرت إلى 15 أيلول 1953 وتشكلت بعدها وزارة محمد فاضل الجمالي الأولى.

## التشكيلة الوزارية
تكونت الوزارة من الوزراء أدناه:
- رئيس الوزراء: جميل المدفعي
- نائب رئيس الوزراء: علي جودت الأيوبي
- وزير الدفاع: نوري السعيد
- وزير الداخلية: حسام الدين جمعة
- وزير الخارجية: توفيق السويدي
- وزير المالية: علي ممتاز الدفتري
- وزير العدلية: محمد علي محمود
- وزير الاقتصاد: ضياء جعفر
- وزير المواصلات والأشغال العامة: عبد الوهاب مرجان
- وزير الشؤون الاجتماعية: ماجد مصطفى
- وزير الزراعة: عبد الرحمن جودت
- وزير الصحة: محمد حسن سلمان
- وزير المعارف: خليل إسماعيل كنة
- وزراء دولة:
  - علي الشرقي
  - نديم الباجه جي